# Kłoczew
Kłoczew è un comune rurale polacco del distretto di Ryki, nel voivodato di Lublino.
Ricopre una superficie di 143,17 km² e nel 2004 contava 7 409 abitanti.